# GRANDBLUE 碧藍之海
《GRANDBLUE 碧藍之海》是井上堅二擔任原作、吉岡公威負責作畫的一部搞笑青年漫畫。本作是井上堅二第二次擔任漫畫原作，也是第一次的原創漫畫。是以描寫水肺潛水為題材，但其中有不少校園生活以及飲酒作樂的搞笑劇情。截至2024年9月，本系列作在全球的漫畫單行本累計發行量突破1000萬本。
改編電視動畫第1季於2018年7月至9月播放，第2季於2025年7月播出。真人電影版原預計2020年初夏於日本上映，因為嚴重特殊傳染性肺炎日本疫情影響延至2020年8月7日正式上映。

## 故事簡介
《GRANDBLUE 碧藍之海》的主要故事發生在智慧手機普及時代的日本，講述大學新鮮人北原伊織接觸潛水活動與大學生活期間的經歷。伊織在考進位於沿海的伊豆大學後，開始寄宿在學校附近、由其姑丈古手川登志夫所經營的潛水商店「GRAND BLUE」之中，展開了與睽違十年的無血緣表姐妹古手川奈奈華和古手川千紗同住一個屋簷下的生活。原本期待在不同的環境下會有全新邂逅的伊織，卻在搬入第一天就被伊豆大學的跨校潛水社團「Peek a Boo」盯上，在其社團學長時田信治和壽龍次郎的慫恿下，與其同學今村耕平不知不覺成為了社團的一員，並很快的融入了他們的打鬧中。水性欠佳的伊織和耕平開始適應參與潛水活動與社團成員飲酒作樂，兩者以學校春季校慶舉辦選美比賽為契機，認識了當時在跨校網球社團「Tink ball」遭受社長與社員刁難、和「Peek a Boo」社團前輩濱岡梓同為青海女子大學學生的吉原愛菜，聯合惡整該社團的工藤會長為愛菜出氣，令獲得拯救的愛菜決定轉換社團加入「Peek a Boo」。
伊織等人在參與社團活動的同時，還得兼顧學業。以愛菜主辦聯誼會為機緣，伊織和耕平結識了愛菜在青海女子大學的友人們，工藤會長不滿被「Peek a Boo」惡整向其發起網球賽報復，結果在「Peek a Boo」藉酒設局和成員們的合作下落敗，令「Peek a Boo」獲得舉辦合宿活動的資金。「Peek a Boo」藉著舉辦沖繩旅遊合宿活動幫助社團新人伊織、耕平、愛菜考取初階潛水證照，伊織因為臨時感冒無法參與考試，他和千紗約定日後再遊沖繩，自身也透過補考取得初階潛水證照。參與青海女子大學的校慶期間，伊織不滿該校女學生毒島櫻子嘲諷耕平的興趣及擅自取走後者熱衷的聲優水樹夏夜的演唱門票，拿酒澆淋櫻子的頭髮結下樑子，這導致日後伊織在餐廳打工兼差時屢屢遭櫻子公報私怨，但同時結識在該餐廳打工的高中潛水社團社長、同時是櫻子時任單戀對象乙矢尚海成為好友。社團成員之間開始出現微妙的感情變化，與此同時櫻子開始留意起伊織。
在無人島合宿露營活動中，作為受邀參與者之一的工藤會長向伊織等人透漏社團換屆的消息。伊織的姑母同時是奈奈華和千紗的母親紗耶華在帛琉作為連鎖潛水用具店「Dolphin」分店店長，亟需人手籌備開業事宜，取得護照的伊織、千紗、耕平、愛菜趕往當地作為暑期臨時工作人員兼顧考取進階潛水證照，劇中透露千紗由於想當潛水教練但被母親紗耶華以性質不適任為由反對，造成母女留有隔閡，他們還在當地為主持節目但因故受傷的型男樂團「SIP」前成員池越勇一排解困難，意外釀成誤會。返國後的伊織告訴千紗關於紗耶華左耳受潛水未能適當減壓影響失聰、實質關切千紗的真相，由此讓千紗和紗耶華化解心結。某日伊織偶然中了彩票30萬日圓，他以此履行約定偕同千紗共遊沖繩，結果事態演變成耕平、愛菜、櫻子、伊織的損友團尾隨兩者旅行引發軒然大波，耕平甚至因為獲悉他的偶像水樹夏夜宣布結婚遭受打擊。「Peek a Boo」試著用催眠療法幫助耕平走出低潮，反讓耕平坦承喜歡上愛菜，連帶讓千紗受短期間的影響。
「Peek a Boo」成員受邀出席水樹夏夜的婚禮，櫻子仍持續試圖追求伊織，經歷連串風波後，伊織正式拒絕了櫻子，耕平和愛菜更在秋季校慶的當晚正式成為情侶。（未完待續）

## 登場角色

### 潛水社團「Peek a Boo」
本作故事中心的大學跨校潛水社團，簡稱「PaB」。大部分成員是伊豆大學的男學生，但也有青海女子大學的學生，活動多以飲酒搭配野球拳的脫衣酒會為主。正式進行潛水活動時也相當認真。
北原伊織（Kitahara Iori，聲優：內田雄馬，演員：龍星涼（台灣配音：賈文安））
本作男主角。伊豆大學機械工學系一年級生，在故事一開始時18歲，而動畫中的設定改為20歲。個性爽朗且愛玩，除了游泳以外的運動都很擅長，特別是網球。腦袋總是會有很奇特的想法，經常作出無厘頭的言行，是作品裡其他角色所公認的笨蛋。兒時替忙於工作的雙親負責照顧妹妹，故擅長料理和家務，加入PaB之後喜歡喝酒。喜歡異性為「在一起較放鬆舒適，擁有自己的喜好，能為他敞開新世界大門」的類型。喜歡栗子飯和熱血運動影集。受愛菜影響喜歡狗。
以前就讀男子高中並過著苦悶的生活，使他格外嚮往玫瑰色的大學生活而選擇男女同校的伊豆大學，由於姑丈剛好住在伊豆，上大學期間便寄住在十年未訪的姑丈家。原以為終於迎來令人期待的大學生活，卻在第一天遇到一群喜愛裸露及愛喝酒的強壯學長們，並被脅迫加入他們的潛水社「Peek a Boo」。初期因為不會游泳自然也不會有潛水的經驗，隨劇情發展不斷累積潛水的經驗，逐漸克服了對水的恐懼，沖繩社團旅遊事件時因為感冒而沒拿到初階潛水執照，在妹妹來訪時才取得。
自身對酒精沒有免疫力，因此在PaB的酒會中常喝到忘形，也漸漸不在意只穿著內褲就在學校裡行動，是校園內公認的變態。雖然看起來生活有些隨興，但意外的善解人意且富包容心，認同每個人有不同的看法並樂意為人設想，被稱讚在他面前所有人都不需要隱藏自己，但對於戀愛與感情有著近乎白癡的遲鈍。相當重視家人和朋友，會為了妹妹跟家裡旅館的客人打起來、威脅對奈奈華有下流想法的同學，或是出手教訓捉弄耕平的毒島。
PaB夏天合宿期間因聽見千紗在喝醉時說起冲繩時二人的約定而開始在咖啡廳打工，結果重遇毒島，並因上次替耕平出頭一事而被毒島以訓練新人為由不斷蹂躏。
老家經營「北原旅館」，由於父親是北原家的養子，所以實際上跟北原家是毫無血緣關係的親戚。雖然跟千紗只是十年不見的無血緣表親，但兩人在很多事情上的默契卻意外的高。有時候想在奈奈華和千紗面前表現自己美好的一面，卻總是出現各種誤會，形象盡毀，並在學長們的各種幫助（他們自認為）下，產生出完全相反的結果。無人島合宿露營獲知社團換屆的訊息後，偕同PaB籌辦換屆活動，為支援「Dolphin」帛琉新開張分店兼累積經驗考取進階潛水證照，跟隨千紗、耕平前往帛琉，在「Dolphin」打工期間不但被贊許十分適合這份工作，還在過程中協助千紗和紗耶華解開誤會，但因為登機回程前要回去拿小黃書及去了解了紗耶華的狀況，錯過班機而不得已自費回程，用掉了大半工資。因為協助清理海域垃圾而被姑丈贈與彩票，非常幸運地中了彩票而邀請千紗兩人一起去冲繩旅遊潛水，在第二天的晚飯時遇到毒島櫻子，被其強吻，被損友們設局拍下和異性廝混（實為男扮女裝的損友）的照片引起誤會，後由於航空公司訂位失誤，在結束沖繩旅遊的當天被迫延改訂末班機陪伴櫻子，面對櫻子的告白以「等一等」作為回覆。
為了幫助得知水樹夏夜婚訊的耕平調整心情而使用催眠療法，反讓耕平和千紗都進入催眠狀態引發軒然大波。經由奈奈華的指導通過測驗取得AOW潛水證照。有鑒於櫻子再三引誘和藉探病為由試圖跨過肢體互動界線的舉動，堅定表明因為重視對方所以不願意隨便越矩，答應櫻子以「交往一分鐘」的方式結束這段互動。校園秋祭選美大賽擔任評審，以出演短劇「國王的新衣」奪得男性選美組冠軍，在女性選美組比賽以愛菜憑自身努力轉變為由多給她5分令其獲勝。在某次潛水後的酒會通過時田與壽的考驗，接任成為「Pab」繼任社長。
在首度漫畫官方人氣票選活動中，獲選為人氣排行榜第二名 。
古手川千紗（Kotegawa Chisa，聲優：安濟知佳，演員：與田祐希（台灣配音：邱涵菲））
本作女主角。伊織同年的無血緣表親，古手川奈奈華的妹妹。與伊織同為伊豆大學機械工學系一年級生，動畫中設定為20歲。有著精緻可愛的長相以及纖細的體態，但性格比較偏向男孩子，留著短髮並且不喜歡化妝，同時不擅表達感情。有潛水經驗並且將來希望能成為講師，因此常到水族館打工，但由於母親紗耶華反對其任職潛水教練，出於賭氣於選修大學科系時選擇機械工學系，已有潛水執照的資格。母親舊姓北原，嫁給古手川登志夫後改姓，現時待在帛琉工作。對於姊姊奈奈華富潛水經驗且平易近人感到羨慕。
擅長料理，愛吃甜食，對於海洋等水體有著異常的喜愛，平常會聽下載好的水聲音效以及觀看在海邊拍攝的電影等。為了讓伊織認識潛水活動的美好而用心教導著他，似乎因伊織逐漸開始喜歡潛水而覺得開心。經常被伊織少根筋的發言和舉動惹怒，在伊織表現出下流或好色等失態的舉動時也會不猶豫地用冷眼相待，不過實際上相當重視他。
在男女比率140：3的機械工學系中有著極高的人氣，並在伊豆大學的春祭選美比賽拔得頭籌而在學校內有著高知名度。不過本人討厭被無聊的男性糾纏，於是在選美比賽獲獎時在頒獎台上當眾謊稱伊織是自己的男朋友，卻因此讓伊織陷入無止境的麻煩與生命威脅之中。
為支援「Dolphin」帛琉新開張分店，作為帶頭者偕同伊織、耕平前往帛琉。這段期間因為母親稱其不適合擔任潛水教練而感到不悅，事後錯過班機晚回國的伊織告訴千紗有關紗耶華左耳聽力受損和關懷千紗的實情，才讓千紗解開心結。因為伊織中了彩票而答應後者的邀約共赴冲繩潛水旅遊，在答應伊織時，表現出害羞及臉紅，但裝作整理氧氣瓶沒讓伊織發現，返家後因為無意間說出自己和伊織外出旅遊一事，引起奈奈華的不滿。在耕平接受催眠療法事件中被伊織影響進入催眠狀態，時效過後發現自己和伊織的關係，為避免尷尬喬裝成未解除催眠，直至水樹夏夜婚禮騷動事件才坦承已解除催眠的事實，面對毒島櫻子追求伊織的舉動，表明不會放棄伊織。協助伊織、耕平、愛菜通過測驗取得AOW潛水證照。開始正視自己對伊織的情感，但在校園秋祭選美大賽因為伊織多給愛菜五分未能奪冠，與奈奈華在賽後強灌伊織飲酒作為懲戒。因一連串陰錯陽差的誤會，而和伊織前往戶政機關登記結婚。
在首度漫畫官方人氣票選活動中，獲選為人氣排行榜冠軍。
今村耕平（Imamura Kohei，聲優：木村良平，演員：犬飼貴丈（台灣配音：何志威））
本作第二男主角。伊織的朋友兼損友，與他同為伊豆大學機械工學系一年級生，動畫中設定為20歲。外貌看似為金髮英俊男子，但其實是個有著高度妄想症、對三次元沒什麼興趣、並時常穿著宅系動畫T恤的御宅族。雖然對三次元沒有興趣，卻非常癡迷配音員水樹夏夜，癡迷程度到在同個屋簷下都會高興到暈厥。一旦知道能獲得喜愛的聲優偶像的認可或相關紀念品，態度便會變得積極認真。
沒有潛水經驗，但被伊織欺騙而加入PaB，之後就很常與伊織一起行動，與伊織是互相陷害（偶爾會為了共同目標合作）的損友關係，十分羨慕伊織有妹妹。不擅长社交，害怕不认识的人，在初次參加校園春祭活動期間被愛菜趁著酒意告白，偕同伊織在該次男性選美比賽作弄嘲諷愛菜的工藤會長，令伊織奪得冠軍，隨劇情發展對愛菜產生好感。由於不擅長運動，因此常在潛水時和酒會中失態。透過「Pab」成員指導，已拿到潛水執照。
雖然是個生活白癡，但會擅長一些遊戲或動漫主角的常備技能（例如做飯），也有部分透過遊戲和動漫習得的知識。有著面對同樣熱衷二次元的同好，即便是國籍語言不同也能交流的特殊長才。此外還擅長仿攀動漫人物的畫風和化妝喬裝，有著混聲發音的技巧，在動畫版中的模仿混音的配音員分別為蒼井翔太、水瀨祈、釘宮理惠 。
為支援「Dolphin」帛琉新開張分店兼考取進階潛水證照，跟隨千紗、伊織前往帛琉，在扮演「SIP」前成員池越時為了幫助喜歡伊織的愛菜，在採訪的時候一直脫下褲子來阻止伊織和高橋藍那本來約好的參觀行程。之後也屢屢協助撮合他們。伊織和千紗再訪沖繩旅遊事件中，被愛菜誆稱聲優水樹夏夜將在沖繩舉辦現場收錄活動，同意共赴沖繩協助愛菜干擾伊織和千紗，反意外獲知水樹夏夜結婚的訊息，得知前來破壞伊織和千紗旅行的損友們盯上愛菜後，同意和伊織合作對抗損友們，在旅途期間協助開導被感情問題所困的愛菜。決定放下對水樹夏夜的迷戀，接受Pab催眠療法的過程中坦承喜歡愛菜。
出席水樹夏夜結婚派對的過程中積極接近愛菜，反因為容貌和藝人池越勇一過於相像，被目睹此事的村中百合香誤認成池越出軌引發騷動，經由社團眾人出面說明解除誤會。經由奈奈華的指導通過測驗取得AOW潛水證照。校園秋祭選美大賽與伊織為社團參賽名單被動手腳和林雪子嘲諷「Pab」毫無勝算打抱不平，但將計就計輔助愛菜，選美大賽後與向伊織告白失敗的愛菜相談，表明自己已經答應愛菜最初的告白且真正喜歡上她，獲得回應而正式成為情侶。
在首度漫畫官方人氣票選活動中，獲選為人氣排行榜第四名。
吉原愛菜（Yoshiwara Aina，聲優：阿澄佳奈，演員：石川戀（台灣配音：楊詩穎））
本作第二女主角。青海女子大學一年級。清純的短髮女性，初期為了抵禦他人或必須做羞恥的事時會化濃妝，她的濃妝被耕平和伊織稱作“妝屍獸”。在喝醉時會相當的瘋狂，很在意自己的身材，家裡擺滿如何豐胸等書籍。害怕恐怖事物。
原為網球社「Tinker Bell」的成員，但在社團裡被包含工藤會長在內的團員排擠，為博取眾人開心以濃妝扮相示人，反讓自己成為團裡娛樂（嘲諷）對象的情形變本加厲，直至伊豆春祭期間因為再度被工藤會長嘲弄而藉酒消愁，向偶遇的伊織和耕平訴苦（順勢趁著酒意向耕平告白），令得知此事的伊織和耕平聯手惡整工藤會長而獲得拯救，從而退出「Tinker Bell」和卸下濃妝，加入PaB。起先對PaB裡的脫序行為感到震驚，但也逐漸習慣這般常態，在社團內是最具普通常識的人，負責吐槽擔當以及常阻止其他女成員當眾更換衣物。透過「Pab」成員指導，已拿到潛水執照。相當憧憬一般人印象中的大學生活，但已逐漸放棄。因為老家務農自己要幫忙，所以也有著能幹的一面，並因此懂得駕駛手動排檔貨卡車。
喜歡伊織，曾在邀請伊織看電影後的聚餐期間無意識下脫口告白，在驚慌失措的情況下用奇怪的雙關語給成功敷衍過去，但除了伊織以外附近的所有人都發現她告白了。之後回去老家幫忙一段時間，期間對於Pab其他成員的夏日生活相當羨慕，獲知伊織、千紗、耕平前往帛琉協助「Dolphin」分店開幕兼考取潛水執照的消息，也跟著前往該處和三人會合。歸國後得知伊織準備利用中獎彩券的獎金和千紗前往沖繩潛水旅行的消息，委託耕平和好友出策干擾兩者，向耕平誆稱聲優水樹夏夜將在沖繩舉辦現場收錄活動兼邀請同行。因為意外與耕平一同入住情侶旅館，離開時被伊織和千紗發現，誤會她和耕平秘密約會。為了幫助耕平從水樹夏夜結婚的打擊中調整心情，委託Pab眾人協助耕平進行催眠療法，反意外得知耕平喜歡她的實情。隨劇情發展開始在意千紗、櫻子與伊織的互動，經由奈奈華的指導通過測驗取得AOW潛水證照。
初期不擅长料理和化妝，但經過和「Pab」成員相處與為博得伊織認可，廚藝和化妝技巧逐漸進步。校園秋祭選美大賽因為林雪子竄改參賽名單意外成為參賽人員，委託耕平擔任諮詢，在女子組比賽以有別於春祭選美參賽的形象讓眾人吃驚而奪冠，選美大賽後理解伊織在競賽多給她五點努力分的理由，趁著酒意向醉酒酣睡的伊織告白，失意之際聽見耕平的告白心聲，正式答應與耕平成為情侶。由於酒醉傳訊息釀成的誤會一度被「PaB」誤認懷孕，經由解釋才釐清誤會。
在首度漫畫官方人氣票選活動中，獲選為人氣排行榜第六名。
時田信治（Tokita Shinji，聲優：安元洋貴，演員：鈴之助（台灣配音：王辰驊））
伊豆大學三年級生，PaB的社長，經常在「Grand Blue」裡提供幫助。平頭、體格壯碩，十分喜歡喝酒，潛水技巧高超，且體能和運動細胞之強只能以恐怖來形容，擅長彈奏鋼琴。平時個性憨厚，是個好好先生，但講到潛水相關的話題就會變得一絲不苟。持有「Dive Master」執照兼職潛水教練，有時候會在搬家公司擔任臨時搬運人員賺取收入。很照顧剛入社的伊織等人。有女友但從未向其他人提起過，是濱岡梓喜歡的異性對象。換屆活動期間，告知伊織等人自己將淡出PaB活動的事情。
伊織等人歸國後為了準備求職，透過PaB成員模擬面試和被勉勵依照平常的態度表現，成功獲得某企業錄取就職。水樹夏夜婚禮派對期間曾擔任鋼琴伴奏。
在首度漫畫官方人氣票選活動中，獲選為人氣排行榜第九名。
壽龍次郎（Kotobuki Ryujiro，聲優：小西克幸，演員：岩永洋昭（台灣配音：陳彥鈞））
伊豆大學機械工學系三年級生，PaB的成員，經常在「Grand Blue」裡提供幫助。金髮、體格壯碩，大多數時間都與時田一起行動，經常與信治召集大夥一同喝的爛醉，常常是第一個脫個精光的人。喜歡能和他飲酒的異性。擅長急救訓練技能，持有「Dive Master」執照兼職潛水教練。伊織初抵「Grand Blue」當日，和信治半強迫性地拉著伊織加入PaB，亦在伊織、耕平、愛菜學習潛水的時候，給予他們不少啟示。有時會到酒吧打工當調酒師，出乎意料有著不錯的話術與調酒技巧（將伏特加與威士忌以9:1比例調製的「可燃烏龍茶」便出自他手），加上穿著酒吧制服後帥氣的外表，讓他很受客人歡迎，也讓來酒吧找打工機會的伊織和耕平受到不小的衝擊。
為了和同組成員完成選修科目的實驗操作，委託伊織、耕平、千紗協助實作作業，同時因為高負荷的工作量，導致壽和同組成員強拉著伊織與耕平留宿實驗室。
在首度漫畫官方人氣票選活動中，獲選為人氣排行榜第八名。
濱岡梓（Hamaoka Azusa，聲優：行成桃姬，演員：小倉優香（台灣配音：陳貞伃））
青海女子大學三年級生，PaB的成員。身材姣好的美女且不拘小節，非但不在意PaB男社員們經常上演的全裸狀態，自己更是時常上半身僅穿胸罩內衣。擅長做大阪燒，野球拳的技巧極佳、酒量也好得沒話說，划野球拳時曾十分鐘完勝伊織（讓他輸到全裸），甚至在拼酒時以一挑二輕鬆擊敗伊織和耕平。持有「Dive Master」執照兼職潛水教練。
個性成熟但喜歡作弄有興趣的人。與奈奈華關係相當不錯，是個雙性戀者。喜歡男生的對象為時田，女生則為奈奈華，但顧及告白會影響團隊成員關係而保留心意。因為誤以為伊織是雙性戀並誤會他對耕平有意思。對伊織非常有興趣，曾對其說即使做那件事（H）也可以。雖然不在意男女界線但並不是隨便的人，經常負責諮詢和調和大家的感情關係。為聲優兼歌手水樹夏夜的熟識。
伊豆大學春祭期間曾被網球社「Tinker Bell」的工藤會長搭訕，但藉口詢問和誆稱自己想看工藤會長參加男性選美賽脫身，後來同意伊織和耕平借用此次機會惡整曾經嘲笑愛菜的工藤。透過PaB成員模擬面試和被勉勵依照平常的態度準備求職活動。水樹夏夜結婚派對事件向Pab轉達夏夜的邀請訊息，與Pab眾人出席婚禮。對於聽聞時田女友懷孕一事感到震驚。
在首度漫畫官方人氣票選活動中，獲選為人氣排行榜第五名。

### 潛水商店「Grand Blue」
位於伊豆海邊鎮上的潛水商店，主角其姑丈所經營。附近有著環繞在耳邊的潮水聲和強烈的太陽光，是潛水運動的天然場所。這裡也被「PaB」社員們借用作為活動室。
古手川奈奈華（Kotegawa Nanaka，聲優：內田真禮，演員：朝比奈彩（台灣配音：陳貞伃））
「Grand Blue」的招牌女郎兼推廣與指導員，伊織和栞的無血緣表姐、千紗的姐姐。與梓關係很好，是濱岡梓作為同性喜歡的類型。有著豐滿上圍以及性感的曲線，以及相當出眾的外貌，待人溫柔謙和且臉上常常掛著笑容，雖然看似完美小姐，但其實是嚴重到已經廣為人知的重度戀妹情結，自認掩飾的很好，但毫無察覺其他所有人已知此事。
雖然也不太在意PaB的脫衣酒會，但比起梓算比較拘謹的類型，由於穿慣了泳裝所以在準備換裝潛水時也會跟著其他人在光天化日下脫掉外衣（裡面事先穿好了泳衣）。在聽到千紗和伊織「交往中」的傳言後令伊織產生了「隨時都可能被她幹掉」的恐怖感覺，對伊織的生活態度有所關注，並待他如親弟弟般照顧。一度因為誤會伊織對他企圖不軌導致不敢與他接近，後解開誤會後感到非常開心。得知千紗和伊織瞞著她旅遊的事情頗為不滿，試圖套出伊織的話。水樹夏夜結婚派對事件中幫助女生們挑選出席的禮服。伊豆秋祭選美大賽鼓吹千紗參賽，在賽後不滿伊織少給千紗分數，連同千紗灌酒懲罰伊織。
在首度漫畫官方人氣票選活動中，獲選為人氣排行榜第七名。
古手川登志夫（Kotegawa Toshio，聲優：川田紳司，演員：高嶋政宏（台灣配音：梁興昌））
「Grand Blue」的店長，伊織和栞的姑丈、千紗與奈奈華的父親。親口證實伊織與古手川家並無任何血緣關係。在栞拜訪「Grand Blue」待在岸邊圍觀「Pab」成員協助伊織考試期間，親口詢問栞是否討厭海，察覺後者擅讀空氣的回覆，以「對聰明的孩子來說可都是很寶貴的，可以在大自然中放空的時間」鼓勵栞親身體驗潛水的樂趣。
在首度漫畫官方人氣票選活動中，獲選為人氣排行榜第二十八名。

### 潛水用具店「Dolphin」
座落帛琉的連鎖潛水用具店「Dolphin」分店，千紗與奈奈華的母親為該店店長。
古手川紗耶華（Kotegawa Sayaka）
千紗與奈奈華的母親，伊織和栞的無血緣姑母，和伊織的父親是沒有血緣的手足關係。名字於漫畫第56話正式提及。婚前舊姓北原。現時為連鎖潛水用具店「Dolphin」帛琉分店店主，因為工作緣故和丈夫及女兒分居兩地。個性看似淡漠，討厭拖泥帶水，其實對顧客有著細心體恤的一面，同時不擅表達感情，處於緊張狀態會變得特別冷漠。認為千紗不擅長臨機應變和交際的個性不適合服務業而反對她擔任潛水教練。對於見面的熟識和來幫忙的人會請吃棒棒糖。
原本曾任職潛水指導員，但由於長期在潛水過程中未能調整好耳壓，造成左耳鼓膜受損失聰，平常習慣用右耳接電話。對千紗看似互動不頻繁時則很關切她。
為了新店開張的事宜，透過關係邀請池越勇一等人的節目團隊採訪店面。伊織等人駐留帛琉期間，因為再度重申千紗不適任潛水教練的事件，引起千紗的不滿，但在伊織等人回國前，特地將勉勵字條和調整耳壓的潛水耳塞放進薪資袋贈與千紗。事後伊織回國告訴千紗實情，才消弭母女間的僵局。
在首度漫畫官方人氣票選活動中，獲選為人氣排行榜第二十四名。
約翰
「Dolphin」帛琉分店的店員，是名富人情味的中年男子，會說些許日語。在伊織等人抵達帛琉幫忙的當晚，負責接送一行人至宿舍。
領班
「Dolphin」帛琉分店的店員，為人親切開朗，伊織等人抵達帛琉幫忙的期間，負責指導一行人。伊織等人回國前，偕同一行人潛水，指出千紗必須要學會享受潛水和坦誠與人互動，才能真正樂在其中。伊織上機前靈機一觸折返店舖，就是由她口中證實紗耶華左耳失聰一事。
真紀
「Dolphin」帛琉分店較資淺的指導員，負責指導新進店員。個性開朗積極，在待人接物方面仍有待加強，在排練開店狀況期間，數次因為見及吉原愛菜的妝容和墊胸而忍不住噴笑。曾誤認伊織和耕平有同志關係。伊織等人回國前，偕同一行人潛水。

### 北原旅館
北原伊織的家庭，所經營的家族企業式旅館。
北原先生
伊織和栞的父親，千紗與奈奈華無血緣的舅父，北原家族的養子。認為伊織沒有管理旅館的才能，無意讓伊織接管家族的旅館。由於見到旅館顧客提出要求栞穿著幼稚園制服的要求，出於危機意識找上伊織頂替。
北原太太
伊織和栞的母親，千紗與奈奈華的舅母，是個習慣將長髮側綁，待人親切的婦人。伊織和栞的髮色和瞳色皆遺傳自她。不同於丈夫對待伊織的態度，肯定伊織且認為他是個優秀的兒子。在漫畫單行本第12冊附錄顯示幫助琹掩滅監視伊織的證據，有其腹黑的一面。
北原琹（Kitahara Shiori，聲：諸星堇）
伊織的親妹，AB型白羊座，中學三年級生。臉蛋姣好做事勤快，待在家族經營的旅館幫忙接待顧客。平常看似待人有禮且不擅長電子產品，其實是個擁有強烈控制慾，擅用電子產品監控兄長（但表面上假裝不擅長），唯獨對待伊織時會顯露腹黑性格面的兄控少女。對於自己是兄控一事極力隱藏和否認，擅長料理。喜愛的食物是甜甜圈。雖然對耕平稱呼「耕平哥哥」，但對耕平奇特的言行感到不安。
因為父母喜歡而養成穿和服的習慣。雖然辦事能力受雙親認可，但是本人並不希望被家族束縛，遂欲藉著將伊織包裝成合格旅館繼承人的手法，使自己獲得自由。為了讓伊織回來繼承家業，前往伊織住宿的「Grand Blue」想逼他回去讓自己獲得自由，但被伊織發現而以失敗告終。同時以此契機首度接觸潛水活動。
在監控到伊織曾經去「妹妹咖啡廳」之後跟母親謊報說伊織這個月不用生活費，得知伊織暑假為了出國而不回家時故意藏起他的護照，最後因為伊織差點被有奇怪癖好的外國女性卡莉娜求婚，連忙交還護照要他趕快出國。伊織和千紗結束再訪沖繩旅遊後，透過監控系統發現伊織和櫻子超越友情的互動。野豬遊樂園出遊事件和山本真一郎的母親交流甚歡。櫻子第二度試圖和伊織發生性關係期間，透過電話通報卡莉娜，導致伊織、櫻子、卡莉娜引發風波。
在首度漫畫官方人氣票選活動中，獲選為人氣排行榜第十一名。

### 伊豆大學
本作主角所就讀的大學。
野島元（Nojima Hajime，聲優：江口拓也，演員：森永悠希（台灣配音：梁興昌））
伊織和耕平的同系朋友兼損友，是一個戴著黑框眼鏡的長髮的知識分子。喜歡高等清酒，對清酒所知甚詳。自封自己為花花公子，參加了伊織和今村的安排的聯誼。在暑假期間和伊織和耕平等人相約聚會，道出希望退學作Youtuber的夢想，後來因為伊織規勸「創造能夠持續追求夢想的環境，也是努力實踐夢想的一環」，決定先繼續就學兼追求夢想。伊織和千紗再訪沖繩事件中，和其他損友們被毒島慫恿前往當地破壞伊織和千紗的旅遊，先是發現和惡整了御手洗一頓，再設局拍下伊織和耕平痛扁扮成女裝的他的照片，導致櫻子、千紗、愛菜對伊織產生誤會。事後其他損友參與對付和催眠狀態千紗親近的伊織的計畫，被伊織將計就計反整了一回。
在伊豆大學秋日祭被工藤會長拉攏干擾「Pab」攤位生意，被伊織與耕平利用破壞「Tinker Bell」攤位生意後遭受制服，接著被林雪子當成變態教訓了一頓。伊織損友群藉享用鰤魚火鍋聚餐時，自備和推薦高檔清酒，讓伊織等人開始喜歡上清酒。
在首度漫畫官方人氣票選活動中，獲選為人氣排行榜第十六名。
山本真一郎（Yamamoto Shinichirou，聲優：榎木淳彌，演員：矢本悠馬（台灣配音：陳彥鈞））
伊織和耕平的同系朋友兼損友，長相差、個性差、生活習慣差的三差人物。被損友肯定為是永遠的處男，為此參加了伊織和今村的安排的聯誼，同時投入體育社團鍛練自己的體力。尚未適應大學班級前，因為御手洗主動向其搭話借課堂筆記，以此契機認識野島元等人成為朋友。伊織和千紗再訪沖繩事件中，和其他損友們被毒島慫恿前往當地破壞伊織和千紗的旅遊，先是發現和惡整了御手洗一頓，再夥同損友們綁架伊織，但被伊織和耕平痛扁了一頓。事後和其他損友參與對付和催眠狀態千紗親近的伊織的計畫，被伊織將計就計反整了一回。
有一位相貌相仿但品行正經的母親，在野豬遊樂園出遊事件帶著母親出席。伊豆大學秋日祭被工藤會長拉攏干擾「Pab」攤位生意，被伊織與耕平利用破壞「Tinker Bell」攤位生意後遭受制服，接著被林雪子當成變態教訓了一頓。
在首度漫畫官方人氣票選活動中，獲選為人氣排行榜第十二名。
御手洗優（Mitarai Yuu，聲優：花江夏樹）
伊織和耕平的同系朋友兼損友，雖然外表看起來是帥哥，其實是對女人沒頭沒腦的人渣。有名就讀青海女子大學的青梅竹馬女朋友理惠，但因為太花心以及伊織等人的破壞而被甩，之後在學園祭和好，但再次因花心激怒女友，情急之下被迫向她求婚。伊織和千紗再訪沖繩事件中，和女友前往當地旅遊且準備發生性關係，結果意外被其他受毒島慫恿前往當地破壞伊織和千紗旅遊的損友們惡整一頓。事後為了報復伊織，和其他損友參與對付和催眠狀態千紗親近的伊織的計畫，被伊織將計就計反整了一回。萬聖節想要和女朋友發生性關係，也換來差不多的下場。
在首度漫畫官方人氣票選活動中，獲選為人氣排行榜第二十三名。
藤原健太（Fujiwara Kenta，聲優：Robert Waterman）
伊織和耕平的同系朋友兼損友，沒有特別突出特徵，存在感相當薄弱。伊織和千紗再訪沖繩事件中，和其他損友們被毒島慫恿前往當地破壞伊織和千紗的旅遊，先是發現和惡整了御手洗一頓，再夥同損友們綁架伊織，但被伊織和耕平痛扁了一頓。在野豬遊樂園出遊事件帶著假扮女裝的耕平出席。
在首度漫畫官方人氣票選活動中，獲選為人氣排行榜第十八名。
工藤會長（Kudou，聲優：福山潤，演員：平田雄也（台灣配音：王辰驊））
伊豆大學時任三年級生，網球社「Tinker Bell」的社長，長相帥氣但生性風流的黑皮膚帥哥，瞧不起外型不出眾的對象。初期和其餘網球社成員惡意嘲笑和排擠試圖博取眾人認可的愛菜，因為在伊豆春祭選美比賽後的酒會再度出言嘲諷她，被透過愛菜獲知此事的伊織和耕平在伊豆春祭男性選美賽期間聯手惡整，導致洋相盡出，促成愛菜退出「Tinker Bell」加入「PaB」。之後為報復此事向「PaB」發起雙打網球賽挑戰，也換來差不多的結果，於漫畫第43話向伊織、耕平、乙矢說出社團的換屆活動。
伊豆大學再度舉辦秋祭活動期間已卸下社長職責，拉攏伊織的損友試圖讓「PaB」攤位受影響，反而自食惡果被迫向伊織與耕平求助收拾殘局，原本對愛菜參加選美比賽不以為意，但見及特地化淡妝打扮、有別於初次登台形象的愛菜，吃驚懊悔之餘被「PaB」成員揶揄了一頓。
在首度漫畫官方人氣票選活動中，獲選為人氣排行榜第二十八名。
東幹也（聲優：渡邉允瑠）
經常和「Pab」來往，和壽龍次郎同級的化學系學生，特徵是醒目的爆炸頭。過去兼任拍攝挑戰極限影片的Youtube頻道「化學」的Youtuber，因為不滿上大學後仍需要面對嚴苛的學習，在當時手持硫酸挾持女學生引起全校恐慌，但由於時田和壽臨時被右代宮副教授請來幫忙調停，加著時田和壽裸身為其送上餐點和烈酒、梓加入其中玩樂，陰錯陽差之下造成帳號被停權，和三者飲酒闡述心事後平息騷動，使得校方以表彰模範社團為名義頒發感謝獎狀給Pab。在伊織、千紗、耕平協助壽龍次郎進行研究期間，利用研究室的液氮製作冰棒酬謝協助研究的伊織等人。因為臨時感冒而無法出席無人島野營活動。
在首度漫畫官方人氣票選活動中，獲選為人氣排行榜第二十名。
橫手武雄（聲優：喜多田悠）
經常和「Pab」來往的機械工學系三年級生。偕同壽龍次郎趕出系上的作業，會趁著右代宮不在的時候，和其他同組學生用該實驗室的大螢幕玩電玩。在首度漫畫官方人氣票選活動中，獲選為人氣排行榜第二十四名。
安西久司（聲優：木内太郎）
身型魁梧，經常和「Pab」來往的機械工學系三年級生。在伊豆春季期間，與時田和壽觀賞男性選美競賽。因為需要返家而無法出席無人島野營活動。: 在首度漫畫官方人氣票選活動中，獲選為人氣排行榜第二十四名。
右代宮（Ushironomiya），（聲優：子安武人）
負責材料力學講座的准教授。態度十分高傲，常常利用自己的身分惡整學生，但相對的成功熬過他的修煉的學生才能都是一等一的高。曾被伊織和耕平等人出招惡整，之後利用衝擊試驗進行復仇。反被他們將計就計完美擊敗（雖然伊織等人先彼此陷害了一輪）。由於偶然誤認千紗面臨情感煩惱而主動諮詢她，反讓千紗看見自己的感情盲點。在伊織拒絕櫻子的告白後，向伊織等人提出從4項實驗選出其中一項惡整伊織的考驗，但由於千紗為冷靜思緒臨時離開教室、被委託留在現場的林雪子來不及反應，令在場的男生們均損傷慘重。
在首度漫畫官方人氣票選活動中，獲選為人氣排行榜第十名。
白川教授
伊豆大學機械工學的教授，54歲。因為為人和氣好說話、授課講義淺顯易懂而深受學生歡迎。
林雪子
伊織和耕平的同系女學生，學園祭實行委員，和千紗是機械工學系唯三的女學生。平常習慣戴著反光眼鏡和梳高馬尾髮型，看似溫和富有常識，其實有嚴重的精神潔癖。對千紗的異性緣抱持忌妒之心、認為千紗受眾人歡迎是暗中使手段，連帶討厭「Pab」社團與伊織的損友們吵鬧下流的行徑，但認同伊織和耕平的魅力。擁有能夠持球棒打倒伊織的兩名損友野島和山本的怪力。
受託擔任伊豆秋日祭的風紀督察，準備藉由不實評鑑杯葛「Pab」參加秋日祭，結果被伊織和耕平設局喝酒拍照存證。秋日祭當天出手教訓了野島和山本，監視管理擾亂風紀的對象，但暗中竄改「Pab」成員遞交的選美參賽名單讓愛菜登台、嘲諷「Pab」毫無勝算引發軒然大波，被秋日祭的風紀委員警告和奈奈華居中攪局，同意讓千紗和愛菜登台，自己則因為竄改選美參賽名單被懲罰登台出賽。

### 青海女子大學
愛菜和梓求學的女子大學，與伊豆大學來往密切。
神尾清子（聲優：井口裕香）
青海女子大學學生，愛菜的好朋友，習慣將紫色長髮綁成側馬尾的女性。被愛菜私底評為「有著大叔的內心」，嗜好是賭馬和柏青哥。受愛菜委託，以濃妝的樣貌參加了愛菜的安排的聯誼。聯誼會後，對於愛菜委託眾人以濃妝方式出席一事抱持疑問態度。伊織中彩票後，因為贈與愛菜成人遊戲，導致愛菜和耕平引發連串誤會（後來愛菜將該遊戲轉贈耕平），受愛菜委託想辦法干預伊織和千紗的潛水旅行，得知伊織打工的店家準備裝修暫時休店，遂提議愛菜跟著前往沖繩進行潛水旅行。
經常協助愛菜出策和開導感情方面的啟示，伊豆秋日祭選美大賽前和其他好友幫助愛菜提升化妝技巧。
在首度漫畫官方人氣票選活動中，獲選為人氣排行榜第十三名。
鈴木恵子（Suzuki Keiko，聲優：茅野愛衣）
青海女子大學學生，愛菜的好朋友，習慣將紅色短髮束起的女性。有一個六歲的弟弟。因為曾經向愛菜借抄報告，為了還愛菜人情而接受對方委託，以濃妝的樣貌參加了愛菜的安排的聯誼。伊織中彩票後，因為清子贈與愛菜的成人遊戲，一度誤會愛菜和耕平，受愛菜委託想辦法干預伊織和千紗的潛水旅行。
經常協助愛菜出策和開導感情方面的啟示，伊豆秋日祭選美大賽前和其他好友幫助愛菜提升化妝技巧。
在首度漫畫官方人氣票選活動中，獲選為人氣排行榜第二十四名。
飯田可奈子（Iida Kanako，聲優：儀武祐子）
青海女子大學學生，愛菜的好朋友，蓄著咖啡色長髮，容貌可愛的女性。受愛菜委託，以濃妝的樣貌參加了愛菜的安排的聯誼。為聲優水樹夏夜的妹妹。個性開朗，擅長料理，嗜好是拍照、製作甜點、電影欣賞。聯誼會期間曾被伊織鎖定為攻略對象，後來和伊織等人成為朋友。在青海女子大學學園祭過後期間，受姊姊委託，將水樹夏夜的簽名交給耕平。伊織中彩票後，因為清子贈與愛菜的成人遊戲，一度誤會愛菜和耕平，受愛菜委託想辦法干預伊織和千紗的潛水旅行，同時為此請求姊姊特別定製語音鬧鐘透過愛菜轉交給耕平。愛菜前來諮詢祝賀水樹夏夜婚訊細節期間，和惠子、清子誤會愛菜和耕平的關係，仍開導兼給予愛菜感情方面的啟示。
經常協助愛菜出策和開導感情方面的啟示，伊豆秋日祭選美大賽前和其他好友幫助愛菜提升化妝技巧。
在首度漫畫官方人氣票選活動中，獲選為人氣排行榜第十六名。
大橋理惠（Oohashi Rie，聲優：山北早紀）
青海女子大學學生，御手洗優的青梅竹馬兼女友，後來御手洗還是太花心而迫使他向自己求婚，擁有病嬌的屬性，對於御手洗優搭訕其他女性都會想殺了他。伊織和千紗再訪沖繩事件中，和御手洗前往當地旅遊，原本預定和御手洗正式發生性關係，但由於毒島臨時出現和伊織的損友們攪局，讓毒島暫住寄宿在住宿地點。曾經委託伊織及其損友們拍攝御手洗的裸照。在萬聖節試圖和御手洗發生關係，被伊織及其損友們攪局而誤認御手洗發生男同性行為。
在首度漫畫官方人氣票選活動中，獲選為人氣排行榜第十九名。
毒島櫻子（Busujima Sakurako，聲優：山根綺）
青海女子大學學生，身材與外貌不俗，本人對此也非常重視。個性有些高傲潑辣，但本性不壞（傲嬌），私底害怕寂寞。雙親健在，祖父在鄉下生活，討厭別人稱呼自己的姓氏。後來開始接觸攀岩和健身。
在青海女子大學學園祭時因為偷去耕平的演唱會門票並嘲笑其二次元興趣，被伊織澆酒在頭上。在打工的餐廳喜歡上乙矢尚海，再遇前來打工的伊織，借口教導新手乘機欺負他（知道乙矢喜歡伊織之後變本加厲），並且命令伊織在私底下必須叫她「毒島大人」。由於伊織隨和的個性，多次強拉他討論如何攻略乙矢，久而生出對伊織的微妙好感（但事實上已經喜歡上伊織），同時在追求尚海的過程中首度接觸潛水活動。後來向乙矢告白失敗，伊織主動帶來飲料紓解她失戀的心情，感激之餘將偷去的水樹夏夜門票及選購的二次元飾物交給伊織，讓他轉交給耕平作為賠禮。
參與了伊織等人舉辦的無人島野營活動和聯誼會，偶然聽見光顧餐廳的耕平和愛菜透露伊織準備帶某個女人（千紗）去旅行的消息，為了惡整伊織而故意加重排班，但因為餐廳整修暫時休業而無法阻止伊織成行。得知伊織和千紗前往沖繩旅遊的訊息後，慫恿伊織的損友們也跟著過去破壞兩人的旅行，半途拋下伊織的損友們，趕到伊織、千紗、耕平和愛菜聚會的地點當面強吻兼向伊織表白，以伊織作為目標向千紗和愛菜發起賭局，結果在比試「說出伊織的優點」遊戲中敗北。因為收到伊織的損友們設局拍下伊織、耕平和異性（實為男扮女裝的野島元）廝混的照片而感到生氣，但很快原諒伊織和數度藉故接近他，引起愛菜的不滿，在結束沖繩旅遊的當天要求延後班機的伊織陪伴她逛街，趁著兩人在夜晚海邊獨處時再度向伊織告白，面對伊織給予「等一等」的回應，表明會持續追求伊織。
水樹夏夜的婚禮過後，公然向千紗和愛菜表態追求伊織的立場，讓千紗產生危機意識並回應不會放棄伊織。試圖設局讓伊織和自己發生性關係，但在第一次時由於伊織堅守底線未能如願，第二次時遇上卡莉娜攪局被潑灑冷水罹患感冒。病假休養期間獲得伊織照顧，假借請求伊織假扮男友行告白之實和委託擦澡，被後者以不希望隨意對待這份感情為由堅持拒絕，轉而提出讓伊織「當一分鐘的男友」的請求吻向後者，達成雙方沒有單向拒絕的狀態兼表達自己的心意，退出對伊織的單戀，私底對伊織的損友們發送「交往一分鐘後甩了伊織」的訊息，導致千紗找上伊織對質。
在首度漫畫官方人氣票選活動中，獲選為人氣排行榜第三名。。
菜摘
青海女子大學學生，毒島櫻子的友人，肉食系女子。近期迷戀體型結實的男性。相當在意櫻子的戀愛狀況。在首度漫畫官方人氣票選活動中，獲選為人氣排行榜第三十二名。
由紀
青海女子大學學生，毒島櫻子的友人，肉食系女子。在無人島野營期間偶遇「PaB」成員期間試圖對乙矢尚海出手，被伊織出面制止。相當在意櫻子的戀愛狀況。在首度漫畫官方人氣票選活動中，獲選為人氣排行榜第三十二名。

### 其他角色
水樹夏夜（聲優：水樹奈奈）
聲優兼歌手。本名為「飯田摩耶」，為飯田可奈子的姐姐，且跟濱岡梓認識。是耕平所崇拜的偶像，對伊織的印象不錯。青海女子畢業生。
青海女子大學學園祭期間，裝扮成濃妝女僕在女僕咖啡廳攤位服務，認識了當時扮成女裝混進校園的伊織。因為對耕平表達出的熱情感到印象深刻，遂委託妹妹可奈子代為將簽名轉交給耕平。參加「PaB」舉辦的無人島燒烤活動。後來伊織等人暫駐帛琉期間，借用其音頻幫助耕平完成節目錄影。耕平和愛菜跟蹤伊織與千紗前往沖繩旅遊的事件中，受妹妹委託定製了專贈耕平的語音鬧鐘，漫畫第64話宣布和普通男性結婚的消息。向Pab發出結婚派對邀請。
角色設定和形象似乎是參考水樹奈奈，動畫版也是找來水樹奈奈本人來配音。在首度漫畫官方人氣票選活動中，獲選為人氣排行榜第十五名。
「Bar Routes」老闆（聲優：速水獎）
平價酒吧「Bar Routes」的店主，壽龍次郎的打工僱主。個性親切且善解人意，在伊織、耕平、愛菜首度跟著梓光顧店裡時，讓伊織和耕平做酒保的職業體驗。他所經營的酒吧也是PaB成員們經常光顧的店家。
乙矢尚海（Otoya Naomi）　聲優：青山吉能
高中生，外貌極美且個性陽光友善的美少年，毒島櫻子的前單戀對象，在打工的餐廳擔任廚師。非常喜歡潛水，是學校裡的潛水社社長，特別是中性浮力，時田曾經稱讚過有教練的水準，很擅長在水裡照顧其他人。兒時因為曾在帛琉潛水而對該地海景留下深刻印象，以此契機開始訓練自己的潛水技巧。因緣認識在同所餐廳打工的伊織，懇求伊織帶領他拜訪「Grand Blue」，和PaB成員締結友誼。曾表示自己喜歡伊織，但並非戀愛的情感，而是當作偶像崇拜。後來婉拒櫻子的告白，仍以同事身份相處。得知耕平、愛菜試圖干擾伊織和千紗的沖繩旅行感到尷尬。
在首度漫畫官方人氣票選活動中，獲選為人氣排行榜第十四名。
餐廳老闆
伊織、尚海、櫻子的打工僱主，個性溫和的好好先生，對於櫻子經常故意給伊織加重工作量感到不認同。曾評價伊織「相當能幹，接待客人方面無可挑剔，體能好且擅長處理奇怪的顧客和糾紛」。在伊織和千紗再訪沖繩旅遊前，被伊織和櫻子提議再招聘其他人手協助餐廳事務，決定整修店面休息數天，令伊織得以擺脫被櫻子刻意排班的處境和千紗共赴沖繩。
卡莉娜（Karina）
伊織等人在火車上偶遇的女性德籍旅客。平常配戴眼鏡，給人正經有禮的印象，其實是個熱衷日本文化相關事物，但又對日本文化有些認知偏頗，尤其熱衷成人向劇情的動漫迷，一旦見及和熱衷動漫相仿的場面，便會陷入妄想狀態。對於同樣喜愛成人向遊戲「藍色Spring」角色「宵街奇拉拉」的兩名社團友人因為過於熱衷動漫而作出干擾旁人的行為傷透腦筋。跟著兩名社團友人在火車偶遇伊織等人，並且在投宿在北原家的旅館期間再度和他們碰面，加上同行友人和使用翻譯APP溝通的耕平、伊織交流過程中的理解錯誤，以為伊織對自己有意思，遂公然發表欲和伊織結婚及跟隨對方的宣言，嚇壞了千紗和琹，也使原本堅持藏起伊織護照的琹同意交出護照，讓兄長前往帛琉。
櫻子第二次試圖讓伊織發生性關係期間，收到琹的通知趕往現場打斷兩者，原有意留在日本跟著伊織生活，但被櫻子提醒外籍人士逾期留境的法規問題作罷，臨走前吻了伊織。在首度漫畫官方人氣票選活動中，獲選為人氣排行榜第二十一名。
池越勇一（Ikegoshi Yuichi）
日本型男樂團「SIP」前成員，容貌和耕平相仿。因為出道期間未有突出表現，七年前淡出演藝圈活動。為取得重返演藝圈兼爭取竄紅的機會，帶領攝影團隊前往帛琉拍攝採訪節目，不慎在潛水期間被珊瑚礁劃傷左臉頰，為確保節目進行，以提供配音員村中百合香簽名的交換條件，委託耕平化妝成自己的模樣代替他主持節目，結果因為耕平的表現反給他帶來更多誤會。事後在出外景期間再度偶遇採栗子的Pab等人，在被誤認成耕平的狀況見識了Pab男性成員全裸活動的開放程度，轉而模仿耕平塑造宅屬型的人設獲得節目導播好評，反而因為將和村中百合香結婚的緋聞而激怒耕平，最終透過伊織的幫助才讓後者平靜下來。
回歸演藝圈後擔任「SIP」貝斯手，和由莉佳出席水樹夏夜的結婚派對期間，因為容貌相似的耕平積極接近愛菜，被由莉佳誤認出軌險遭追殺，經由Pab成員介入調停才釐清誤會。
村中百合香（Muranaka Yurika）
知名女聲優，和池越勇一有感情緋聞。池越前往帛琉出外景期間，因為池越委託耕平代替他上場主持節目，使得耕平藉機請求池越取得她的簽名作為謝禮。後來和池越訂婚，但在出席水樹夏夜的婚宴期間，因為容貌和池越相似的耕平積極接近愛菜而誤認池越出軌，在洗手間試圖詢問愛菜未果，轉而和池越爆發爭執，經由Pab成員介入調停才釐清誤會。
高橋藍那（Takahashi Aona）
跟著池越前往帛琉拍攝外景節目的模特兒。誤認伊織是自己的友人，請求伊織帶她參觀其他地方，但在看見扮裝成池越的耕平出示伊織裸身飲酒的照片後，立刻取消念頭。後來在不知情的狀況和偽裝成池越的耕平進行節目錄影，試圖勸導被伊織暗中作弄脫稿演出的耕平，不慎推倒餐巾桌上的蠟燭導致桌子意外燒起來，見及臨機應變的伊織透過耕平協助滅火而對伊織產生欽佩之情。
安藤
港口地區潛水設施的負責人，由於鯊魚出沒影響漁業，偕同團隊以投餵鯊魚的方式引開鯊魚群減少漁業損失兼顧觀光。帶領伊織、千紗、耕平、愛菜潛入「鯊魚龍捲（Shark Scramble）」區域潛水觀賞鯊魚群。
山本真一郎的母親
本名暫不詳，容貌和山本真一郎相仿，但是人格品行方面相較於兒子來得正經穩重許多。在伊織等人前往野豬遊樂園遊玩期間，相當照顧伊織的妹妹北原琹，曾經表示女生千萬不可以物色像山本真一郎類型的男生當交往對象。

## 出版書籍
| 集數 | 講談社         | 講談社                 | 東立出版社     | 東立出版社             |
| 集數 | 發售日期       | ISBN                   | 發售日期       | ISBN                   |
| ---- | -------------- | ---------------------- | -------------- | ---------------------- |
| 1    | 2014年11月7日  | ISBN 978-4-06-387990-2 | 2015年10月14日 | ISBN 978-986-462-011-1 |
| 2    | 2014年12月5日  | ISBN 978-4-06-388018-2 | 2016年3月21日  | ISBN 978-986-462-012-8 |
| 3    | 2015年4月7日   | ISBN 978-4-06-388053-3 | 2016年4月15日  | ISBN 978-986-462-013-5 |
| 4    | 2015年9月7日   | ISBN 978-4-06-388081-6 | 2016年7月21日  | ISBN 978-986-462-198-9 |
| 5    | 2016年2月5日   | ISBN 978-4-06-388115-8 | 2016年8月25日  | ISBN 978-986-332-133-0 |
| 6    | 2016年8月5日   | ISBN 978-4-06-388164-6 | 2017年4月7日   | ISBN 978-986-470-858-1 |
| 7    | 2016年12月7日  | ISBN 978-4-06-388220-9 | 2017年6月8日   | ISBN 978-986-482-548-6 |
| 8    | 2017年4月7日   | ISBN 978-4-06-388249-0 | 2017年8月31日  | ISBN 978-986-486-139-2 |
| 9    | 2017年10月6日  | ISBN 978-4-06-388290-2 | 2018年3月22日  | ISBN 978-957-9652-93-3 |
| 10   | 2018年3月7日   | ISBN 978-4-06-511096-6 | 2018年7月23日  | ISBN 978-957-26-0906-4 |
| 11   | 2018年7月6日   | ISBN 978-4-06-511979-2 | 2019年2月19日  | ISBN 978-957-26-1673-4 |
| 12   | 2018年11月22日 | ISBN 978-4-06-513447-4 | 2019年6月21日  | ISBN 978-957-26-2208-7 |
| 13   | 2019年7月5日   | ISBN 978-4-06-516238-5 | 2019年11月8日  | ISBN 978-957-26-3803-3 |
| 14   | 2019年11月22日 | ISBN 978-4-06-517557-6 | 2020年5月7日   | ISBN 978-957-26-4534-5 |
| 15   | 2020年5月22日  | ISBN 978-4-06-519480-5 | 2020年9月14日  | ISBN 978-957-26-5335-7 |
| 16   | 2020年11月20日 | ISBN 978-4-06-521417-6 | 2021年3月12日  | ISBN 978-957-26-6125-3 |
| 17   | 2021年8月5日   | ISBN 978-4-06-524292-6 | 2022年1月17日  | ISBN 978-957-26-7667-7 |
| 18   | 2022年3月7日   | ISBN 978-4-06-527041-7 | 2022年8月12日  | ISBN 978-957-26-9021-5 |
| 19   | 2022年8月5日   | ISBN 978-4-06-528768-2 | 2023年3月2日   | ISBN 978-626-347-043-9 |
| 20   | 2023年4月6日   | ISBN 978-4-06-531329-9 | 2023年10月26日 | ISBN 978-626-372-112-8 |
| 21   | 2023年10月5日  | ISBN 978-4-06-533089-0 | 2024年4月12日  | ISBN 978-626-02-0555-3 |
| 22   | 2024年4月5日   | ISBN 978-4-06-535017-1 | 2024年9月30日  | ISBN 978-626-02-2024-2 |
| 23   | 2024年10月7日  | ISBN 978-4-06-537098-8 |                |                        |
| 24   | 2025年4月7日   | ISBN 978-4-06-538970-6 |                |                        |

公式精選集
| 卷數 | 一迅社        | 一迅社                 |
| 卷數 | 發售日期      | ISBN                   |
| ---- | ------------- | ---------------------- |
| 全   | 2018年9月21日 | ISBN 978-4-06-513573-0 |

## 銷售量
截至2024年10月，本作連載10周年之際，月刊Afternoon在2024年11号封面宣布本漫畫系列銷售量在全球突破1000萬冊 。

## 電視動畫
2018年3月宣布改編為電視動畫，於同年7月至9月在每日放送上“Animeism”B2頻道播放。因為本作有大量的未成年角色飲酒劇情，故在動畫版中登場的全員角色改為設定成20歲以上。
2024年9月宣布製作第2季，於2025年7月播出。第2季第1集剛播出沒多久整季動畫就被洩漏，第12集片尾宣布製作第3季的片段也提前流出。

### 製作團隊
|                      | 第1季                                                  | 第2季                                                |
| -------------------- | ------------------------------------------------------ | ---------------------------------------------------- |
| 原作                 | 井上堅二、吉岡公威                                     | 井上堅二、吉岡公威                                   |
| 導演、編劇、音響監督 | 高松信司                                               | 高松信司                                             |
| 人物設計             | 草間英興                                               | 草間英興                                             |
| 道具設計             | 小川浩                                                 | jimao                                                |
| 總作畫監督           | 草間英興、植田羊一                                     | 草間英興、植田羊一                                   |
| 美術監督             | 秋葉穗                                                 | 春日禮兒                                             |
| 道具設計             | 小川浩                                                 | jimao                                                |
| 色彩設計             | 松山愛子                                               | 松山愛子                                             |
| 攝影監督             | 今泉秀樹                                               | 加藤直之                                             |
| 編輯                 | 宇都宮正記                                             | 德田俊                                               |
| 音響製作             | Saber Links                                            | Saber Links                                          |
| 音樂                 | manual of errors artists                               | 橋本由香利                                           |
| 音樂製作             | NBC環球娛樂                                            | NBC環球娛樂                                          |
| 製作人               | 高橋和彰、鈴木壽廣                                     | 高橋和彰、鈴木壽廣                                   |
| 製作人               | 松村一人、古川慎 前田俊博、鈴木良兵 馬場楊子、相島豪太 | 倉島洋一、米澤明 先川幸矢、高本慧 酒見弘人、可知秀幸 |
| 動畫製作人           | 持丸健                                                 | 持丸健                                               |
| 動畫製作人           | 不適用                                                 | 宮城夢乃                                             |
| 動畫製作             | ZERO-G                                                 | ZERO-G                                               |
| 動畫製作             | 不適用                                                 | Liber                                                |
| 製作                 | 碧藍之海製作委員會                                     | 碧藍之海2製作委員會                                  |

### 主題曲
第1季
片頭曲Grand Blue
作詞、作曲、主唱：湘南乃風，編曲：湘南乃風、STAND ALONE
片尾曲

作詞：藤永龍太郎 (Elements Garden)，作曲、編曲：末益涼太 (Elements Garden)
（第1話—第10話）
主唱：伊豆乃風（伊織：内田雄馬／耕平：木村良平／時田：安元洋貴／寿：小西克幸）
（第11話）
主唱：水樹夏夜（水樹奈奈）
第2季
片頭曲
主唱：湘南乃風 feat. 新學校領袖，作詞：湘南乃風、yonkey、新學校領袖，作曲、編曲：湘南乃風、yonkey
片尾曲 feat. May'n
主唱：SEAMO，作詞：Naoki Takada，作曲：Naoki Takada、Giz'Mo，編曲：Shintaro "Growth" Izutsu

### 各話列表
| 話數   | 標題                         | 劇本     | 分鏡       | 演出                 | 作畫監督                                                     | 首播日期       |       |       |       |       |       |       |       |       |       |       |       |       |       |       |       |       |       |       |
| 第1季  | 第1季                        | 第1季    | 第1季      | 第1季                | 第1季                                                        | 第1季          | 第1季 | 第1季 | 第1季 | 第1季 | 第1季 | 第1季 | 第1季 | 第1季 | 第1季 | 第1季 | 第1季 | 第1季 | 第1季 | 第1季 | 第1季 | 第1季 | 第1季 | 第1季 |
| ------ | ---------------------------- | -------- | ---------- | -------------------- | ------------------------------------------------------------ | -------------- | ----- | ----- | ----- | ----- | ----- | ----- | ----- | ----- | ----- | ----- | ----- | ----- | ----- | ----- | ----- | ----- | ----- | ----- |
| 第1話  | 深藍                         | 高松信司 | 高松信司   | 高松信司             | 小野田貴之、牛島勇二                                         | 2018年 7月14日 |       |       |       |       |       |       |       |       |       |       |       |       |       |       |       |       |       |       |
| 第2話  | 在水中                       | 高松信司 | 木田歲三   | 殿水敦子             | 波風立志                                                     | 7月21日        |       |       |       |       |       |       |       |       |       |       |       |       |       |       |       |       |       |       |
| 第3話  | 新世界                       | 高松信司 | 熊本健士   | 西島圭祐             | 星野守                                                       | 7月28日        |       |       |       |       |       |       |       |       |       |       |       |       |       |       |       |       |       |       |
| 第4話  | 男競                         | 高松信司 | 釘宮洋     | 河原龍太             | 、飯飼一幸、鎌田均、永島明子、鈴木繪万                       | 8月4日         |       |       |       |       |       |       |       |       |       |       |       |       |       |       |       |       |       |       |
| 第5話  | 馬後炮                       | 高松信司 | 高本宣弘   | 松本義久             | 西田美弥子、原田峰文、志賀道憲、中原清隆、横田和彦、鶴田眸   | 8月11日        |       |       |       |       |       |       |       |       |       |       |       |       |       |       |       |       |       |       |
| 第6話  | 第一位潛伴                   | 高松信司 | 越智博之   | 宇都宮正記           | 牛島勇二                                                     | 8月18日        |       |       |       |       |       |       |       |       |       |       |       |       |       |       |       |       |       |       |
| 第7話  | 雙打                         | 高松信司 | 木田歳三   | 小林孝志             | 星野守、中原清隆、小野田貴之、飯塚葉子、山下敏成             | 8月25日        |       |       |       |       |       |       |       |       |       |       |       |       |       |       |       |       |       |       |
| 第8話  | 男人的雞尾酒                 | 高松信司 | 植田羊一   | 松本義久             | 細山正樹、椎葉幹朗、青木真紀子、山石舞                       | 9月1日         |       |       |       |       |       |       |       |       |       |       |       |       |       |       |       |       |       |       |
| 第9話  | 國王遊戲                     | 井上堅二 | 小岩井恋文 | 殿水敦子             | 波風立志                                                     | 9月8日         |       |       |       |       |       |       |       |       |       |       |       |       |       |       |       |       |       |       |
| 第10話 | 登陸沖繩                     | 高松信司 | 鶴田眸     | 島崎奈奈子           | 山口光紀、加藤晃、佐藤、星野守                               | 9月15日        |       |       |       |       |       |       |       |       |       |       |       |       |       |       |       |       |       |       |
| 第11話 | 全都誤會啦                   | 高松信司 | 沖田宮奈   | 岩崎太郎             | 青野厚司、川添政和、西川繪奈                                 | 9月22日        |       |       |       |       |       |       |       |       |       |       |       |       |       |       |       |       |       |       |
| 第12話 | 御通                         | 高松信司 | 植田羊一   | 宇都宮正記           | 牛島勇二、小野田貴之                                         | 9月29日        |       |       |       |       |       |       |       |       |       |       |       |       |       |       |       |       |       |       |
| 第2季  |                              |          |            |                      |                                                              |                |       |       |       |       |       |       |       |       |       |       |       |       |       |       |       |       |       |       |
| 第1話  | 妹妹                         | 高松信司 | 大久保政雄 | 水野健太郎           | 草間英興、植田羊一、牛島勇二、越智博之、                     | 2025年 7月8日  |       |       |       |       |       |       |       |       |       |       |       |       |       |       |       |       |       |       |
| 第2話  | 哥哥                         | 高松信司 | 木田歲三   | 戶田武志             | 高瀨言、越智博之、馬寶林、胡威、馬蘭、李品華、米川、Triple A | 7月15日        |       |       |       |       |       |       |       |       |       |       |       |       |       |       |       |       |       |       |
| 第3話  | 印象遊戲                     | 高松信司 |            | 佐野真司             | 牛島勇二、森悅史、Triple A、                                 | 7月22日        |       |       |       |       |       |       |       |       |       |       |       |       |       |       |       |       |       |       |
| 第4話  | 門票爭奪戰                   | 高松信司 | 高本宣弘   | 水野健太郎           | 植田羊一、高瀨言、米川、Triple A                             | 7月29日        |       |       |       |       |       |       |       |       |       |       |       |       |       |       |       |       |       |       |
| 第5話  | 第一次的女子大學             | 高松信司 | 渡邊新一   | 粟井重紀             | 岡田雅人、及川博史、包佳儀、高野和史                         | 8月5日         |       |       |       |       |       |       |       |       |       |       |       |       |       |       |       |       |       |       |
| 第6話  | 再次來到女子大學             | 高松信司 | 渡邊新一   | 西月新               | 古德真美、芝田千紗、清水勝祐、村田憲泰、遙誠                 | 8月12日        |       |       |       |       |       |       |       |       |       |       |       |       |       |       |       |       |       |       |
| 第7話  | 夏比衝擊測試／大人的林間學校 | 高松信司 | 校園公     | 中野敬太、水野健太郎 | 草間英興、牛島勇二、高瀨言、森悅史、Triple A                 | 8月19日        |       |       |       |       |       |       |       |       |       |       |       |       |       |       |       |       |       |       |

### 播放電視台
| 播放日期                                        | 播放時間（UTC+9）  | 播放電視台 | 播放地區   | 備註                  |
| ----------------------------------------------- | ------------------ | ---------- | ---------- | --------------------- |
| 2018年7月14日—9月29日                           | 星期六 2:25—2:55   | 每日放送   | 近畿廣域圈 | 製作電視台 / 字幕放送 |
|                                                 |                    | TBS電視台  | 關東廣域圈 | 字幕放送              |
| 2018年7月15日—9月30日                           | 星期日 0:30—1:00   | BS-TBS     | 日本全域   | BS放送                |
| 2018年7月16日—10月1日                           | 星期一 21:00—21:30 | AT-X       | 日本全域   | CS放送 / 有重播       |
| 每日放送、TBS電視台、BS-TBS「Animeism」B2頻道。 |                    |            |            |                       |

| 播放日期      | 播放時間（UTC+9） | 播放電視台 | 播放地區   | 備註   |
| ------------- | ----------------- | ---------- | ---------- | ------ |
| 2025年7月8日— | 星期二 00:30—1:00 | TOKYO MX   | 東京都     |        |
|               |                   | BS11       | 日本全域   | BS放送 |
| 2025年7月9日— | 星期三 2:30—3:00  | TBS        | 關東廣域圈 |        |

- 網路方面預定由亞馬遜影片於全世界獨家配信[34]。中國地區由bilibili獨家配信。

| 每日放送 ／ Animeism B2 | 每日放送 ／ Animeism B2 | 每日放送 ／ Animeism B2 |
| ----------------------- | ----------------------- | ----------------------- |
|                         | GRAND BLUE              |                         |
| 魔法少女網站            | －                      |                         |

### BD＆DVD
| 卷數  | 發行日期           | 收錄話數      | 規格產品編號 | 規格產品編號 |
| 卷數  | 發行日期           | 收錄話數      | BD           | DVD          |
| 第1季 | 第1季              | 第1季         | 第1季        | 第1季        |
| ----- | ------------------ | ------------- | ------------ | ------------ |
| 1     | 2018年9月28日      | 第1話—第3話   | EYXA-11925   | EYBA-11921   |
| 2     | 2018年10月26日     | 第4話—第6話   | EYXA-11926   | EYBA-11922   |
| 3     | 2018年11月30日     | 第7話—第9話   | EYXA-11927   | EYBA-11923   |
| 4     | 2018年12月21日     | 第10話—第12話 | EYXA-11928   | EYBA-11924   |
| 第2季 |                    |               |              |              |
| 1     | 2025年10月22日預定 | 第1話—第6話   | EYXA-14824   | 不適用       |
| 2     | 2025年12月24日預定 | 第7話—第12話  | EYXA-14826   | 不適用       |

## 真人電影
2019年11月20日宣布電影真人化，由英勉監督，龍星涼、犬飼貴丈主演，原預定於2020年5月29日在日本上映，但因嚴重特殊傳染性肺炎疫情影響延期至同年8月7日，電影分級為PG12，台灣於同年10月23日上映，片名《碧藍之海劇場版》。和動畫版一樣，伊織、耕平、千紗都是大學一年級的學生，但他們的年齡設定為 20 歲。
PaB飲酒會的主題曲《Vamos》在DVD版中加入了西班牙語原語歌詞與日語翻譯的字幕。作曲、作詞、編曲為THE SIGNALIGHTS（Akira Sunset，APAZZI），歌者為Jhonatan。

### 卡司
- 北原伊織：龍星涼
- 今村耕平：犬飼貴丈
- 古手川千紗：与田祐希[40]
- 古手川奈奈華：朝比奈彩
- 浜岡梓：小倉優香
- 吉原愛菜：石川恋
- 時田信治：鈴之助（日语：鈴之助）
- 壽龍次郎：岩永洋昭
- 山本真一郎：矢本悠馬
- 野島元：森永悠希
- 工藤会長：平田雄也
- 古手川登志夫：高嶋政宏

### 製作團隊（真人電影）
- 原作：井上堅二、吉岡公威[5]
- 導演： 英勉（日语：英勉）
- 腳本：英勉、宇田學（日语：宇田学）
- 音樂：未知瑠（日语：未知瑠）、石塚徹（日语：石塚徹）、Teje、鈴木俊介（日语：鈴木俊介）
- 主題歌：sumika
- 插入歌：sumika
- 製作：關口大輔（日语：関口大輔）、谷口達彦、湊谷恭史（日语：湊谷恭史）
- 攝影：小松高志（日语：小松高志）、大嶋良教
- 水中攝影：さのてつろう（日语：さのてつろう）
- 編輯：相良直一郎（日语：相良直一郎）
- 照明：蒔苗友一郎
- 錄音：加来昭彦
- 美術：佐久嶋依里
- 裝飾：野村哲也
- 造型師：白石敦子
- 髮型師：杉山裕美子
- 海事總監：中村勝
- 動作：青木哲也
- 編舞：瀧本有美、千野まや、Darrell“RHYTHM”Whitaker
- 音響效果：柴崎憲治
- 選曲：武田拓也
- 音樂製作人：田井モトヨシ
- 視覺效果：大萩真司、Raiyan Laksamana
- 演技事務：平薮明香
- 助監督：長野晉也
- 制作担当：白石治

## 備註
1. ↑  全名「Advanced Open Water Diver（進階開放水域潛水員）」，持有資格者可潛入深度30米的水域
2. ↑  漫畫第57話提及，潛水期間若要及時平衡耳壓，則必須在過程中往上浮；但是多數人忽略耳壓影響繼續忍住潛水，長期忽略耳壓影響則會造成聽力受損[23]

## 外部連結
- GRANDBLUE 碧藍之海 good!AFTERNOON官網介紹 （页面存档备份，存于）（日語）
- 電視動畫《GRAND BLUE 碧藍之海》官方網站 （页面存档备份，存于）（日語）
- 電視動畫《GRAND BLUE 碧藍之海》官方的X（前Twitter）（日語）